# Cost per action
Cost per action або «CPA» (англ. ціна за дію) іноді також відома як pay per action або PPA — являє собою модель ціноутворення у рамках інтернет-реклами, де рекламодавець платить за кожну зазначену дію — наприклад, клік, перехід в середині сайту, заповнення форми, оплата замовлення, підписка на e-mail розсилку, завантаження файлу, реєстрація на сайті та багато іншого.
«CPA» вважається оптимальним способом закупки інтернет-реклами, так як рекламодавець платить за рекламу тільки коли бажана дія відбулася, при цьому бажана дія визначається самим рекламодавцем. Радіостанції, ТБ канали та друковані ЗМІ, також іноді пропонують цю модель, але це радше виняток, ніж правило.
«CPA» найбільш пасує для рекламних кампаній, в яких інтернет є основним каналом продажу.
CPA іноді розшифровують як «Cost Per Acquisition», що має на увазі не просто якусь дію, а саме факт покупки, чи реєстрації (залучення) нового клієнта.

## Формула для розрахунку моделі CPA
Ціна за дію CPA розраховується ось так: сума бюджету на рекламу, поділена на кількість обумовлених дій. Так, наприклад, якщо проводиться кампанія з бюджетом у 1000 грн, метою якої є продаж товарів, та в результаті кампанії продано 50 товарів, то ціна за дію (CPA) складає 1000/50 = 20 грн.

## Типи дій
Дії, оплачувані рекламодавцем, в кожному конкретному випадку можуть бути різними. Але найбільш часто зустрічаються такі види дій:
- Люди (модель CPL (cost per lead))
- Покупки (модель cost per sale)
- Відвідування кількох сторінок сайту
- Відвідування цільової сторінки сайту
- Завантаження файлу
- Перегляд ролика
- Перегляд прайсу
- Заповнення форми замовлення або зворотного зв'язку
- Реєстрація на сайті
- Підписка на розсилку тощо

## CPA та CPL
Одним з видів CPA є генерація лідів, яка називається CPL (cost per lead). Мається на увазі, що при генерації лідів рекламодавець отримує контактні і демографічні дані користувачів, а в разі CPA він отримує послідовність дій, які можуть бути анонімними. Наприклад, участь в голосуванні, відвідування певних сторінок сайту, бронювання товару без вказівки контактних даних.

## PPC, CPC та PPD
Pay per click (PPC) та cost per click (CPC) є формами CPA (ціна за дію) з кліком як дією. PPC, як правило, відноситься до платного пошукового маркетингу, елементом котрого є система AdSense від Google.
CPC, з іншого боку, як правило, використовується для решти дій, у тому числі, для email-маркетингу, контекстної реклами, тощо.
Крім того, pay per download (PPD) є ще однією формою CPA, де користувач завершує дію — завантажує вказаний файл.